# Macrothelypteris contingens
Macrothelypteris contingens är en kärrbräkenväxtart som beskrevs av Ren-Chang Ching. Macrothelypteris contingens ingår i släktet Macrothelypteris och familjen Thelypteridaceae. Inga underarter finns listade.